# Wirulencja
Wirulencja, zjadliwość drobnoustrojów – zdolność wniknięcia, namnożenia się oraz uszkodzenia tkanek zainfekowanego organizmu przez dany typ patogenu. Poszczególne szczepy danego gatunku mogą różnić się wirulencją.
Miarą zjadliwości jest najczęściej dawka śmiertelna 50 (LD50), definiowana jako liczba komórek (dla bakterii) lub wirionów (dla wirusów i czynników subwirusowych) drobnoustroju zdolnych do zabicia 50% wystawionych na ich działanie zwierząt laboratoryjnych. W populacjach ludzkich tą miarą jest śmiertelność, będąca liczbą osób zmarłych z powodu choroby podzieloną przez liczbę osób chorych na tę chorobę w danej populacji.

Przeczytaj ostrzeżenie dotyczące informacji medycznych i pokrewnych zamieszczonych w Wikipedii.